# Lucio D. San Pedro
Lucio San Pedro (1913-2002) nacido el 11 de febrero de 1913 en Angono, Rizal, Filipinas. Fue un cantante, compositor y profesor filipino, San Pedro era conocido en su país de origen como uno de los cantautores del género "Duyan" (en colaboración de Levi Celerio) y también por interpretar un poema sinfónico titulado "Lahing Kayumanggi Sa Ugoy", fue docente en diferentes universidades de Filipinas, en donde fue también director de la Asociación de Compositores de Filipinas, entre los años 1970 a 1973. 
San Pedro proviene de una familia de raíces musicales, comenzó su carrera a temprana edad. Cuando él todavía, estaba en sus últimas etapas de su adolescencia, se hizo popular cuando dirigió un concierto en una iglesia, además asumió el control de trabajo después de la muerte de su abuelo. Entonces, él ya había compuesto temas musicales, como himnos para ser interpretadas con diferentes voces en orquestas. Después de estudiar con varios músicos reconocidos de Filipinas, San Pedro se unió a uno de los músicos más famosos como Bernard Wagenaar de los Países Bajos. También estudió armonía junto a Vittorio Giannini y tomó clases en el "Juilliard" en 1947.
Fue docente de la Universidad Ateneo de Manila y de la universidad de Diliman, en 1978. Recibió el título de  "Emeritus", un reconocimiento por ser uno de los profesores más prestigiados en 1979. 
El 9 de mayo de 1991, la presidenta Corazón C. Aquino, proclamó a Lucio D. San Pedro, como uno de los artistas nacionales de Filipinas más importantes del momento.
Falleció a causa de un paro cardiaco, el 31 de marzo de 2002 en la edad de 89. Un número de artistas nacionales le rindieron un tributo en Tanghalang Pambansa, como: Napoleon Abueva, Margarita Avellana, Leonor Gokingco, Joaquín Mella, Arturo Luz, José Maceda y Andrea Veneración. Lo enterraron en su ciudad natal, Angono, Rizal.
- Datos: Q2414935
- Multimedia: Lucio D. San Pedro / Q2414935